# Contea di Congjiang
La contea di Congjiang (从江县S, Cóngjiāng XiànP) è una contea della Cina, situata nella provincia del Guizhou e amministrata dalla prefettura autonoma miao e dong di Qiandongnan.